# Hans Otto Streuber
Hans Otto Streuber (* 5. April 1949 in Lauterecken) ist ein deutscher SPD-Politiker und Verbandsvertreter. Er war von 1993 bis 1999 Oberbürgermeister der Stadt Zweibrücken.

## Leben
Hans Otto Streuber studierte ab 1969 in Saarbrücken Jura. Nachdem er 1976 das zweite Staatsexamen abgelegt hatte, arbeitete er als Richter, unter anderem als Jugendrichter. Daneben war er ehrenamtlich kommunalpolitisch tätig und saß ab 1972 für die SPD im Ortsbeirat des Zweibrücker Stadtteils Mörsbach, später im Stadtrat von Zweibrücken. 1986 legte er sein Richteramt und Stadtratsmandat nieder und wurde Geschäftsführer der gemeinnützigen Wohnungsbaugesellschaft Gewobau, bei der er zuvor bereits Aufsichtsrat gewesen war. Von 1993 bis 1999 amtierte er als Oberbürgermeister von Zweibrücken. In seine Amtszeit fielen Konversionsmaßnahmen nach Abzug der US-amerikanischen Streitkräfte, darunter die Ansiedlung einer Fachhochschule als Außenstandort der Fachhochschule Kaiserslautern. Anschließend war er von 1999 bis 2011 Präsident des Sparkassenverbandes Rheinland-Pfalz.
Er ist Präsident des Pfälzischen Rennvereins Zweibrücken und war in zahlreichen weiteren Funktionen in den Bereichen Sport, Kultur und Gesundheit ehrenamtlich aktiv, darunter beim Deutschen Roten Kreuz sowie von 2000 bis 2010 als Mitglied im Präsidium der Sporthilfe Rheinland-Pfalz / Saarland, ab 2006 als deren Präsident.
Streuber wurde 2012 mit dem Bundesverdienstkreuz 1. Klasse ausgezeichnet.